# Indira
Indira je žensko osebno ime.

## Izvor imena
Ime Indira je postalo znano in zanimivo za poimenovanje tudi v Sloveniji po indijski državnici Indiri Gandhi. Ime je možno etimološko povezati s staroindijskim glagolom indh v pomenu besede »zažgati, goreti«. Po mnenju nekateih imenoslovcev pa je ime Indira ženska oblika  imena Indra, kot se je imenoval glavni bog vedskih Indijcev.

## Pogostost imena
Po podatkih Statističnega urada Republike Slovenije je bilo na dan 31. decembra 2007 v Sloveniji število ženskih oseb z imenom Indira: 169.